# Послідовний аналіз

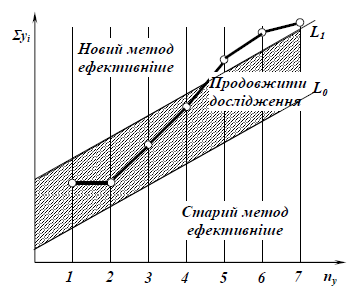
Порівняння варіантів при аналізі Вальда

Послідовний аналіз — метод одержування статистичних висновків, у якому число випробувань не фіксується наперед, а визначається в процесі самих випробувань за їхніми результатами. Дає змогу значно зменшити середнє число випробувань порівняно з методом вибірки фіксованого об'єму при тій же достовірності статистичного висновку. Послідовний аналіз створив у 1944 році американський математик А. Вальд. Послідовний аналіз використовується в статистичній радіолокації, послідовному контролі виробництва, випробуванні виробів на довговічність та багатьох інших випадках.
При використанні методу послідовного аналізу Вальда математична обробка результатів виконується не після завершення серії дослідів, а після кожного досліду. У результаті цієї обробки з’ясовується, чи можна прийняти одну з конкуруючих гіпотез (і яку саме) або продовжити дослідження. Число необхідних спостережень при цьому у середньому втричі менше, ніж при класичному аналізі. Вальд показав, що при завданні похибки першого роду α і похибки другого роду β, можна отримати у координатах Σуі – nу три області, як показано на рис.